# Espiga d'Or
L'Espiga d'Or (en castellà Espiga de Oro) és un premi atorgat pel Jurat Internacional de la Setmana Internacional de Cinema de Valladolid dotada amb un premi de 50.000 euros pels llargmetratges i 10.000 euros pels curtmetratges. El guardó, el principal reconeixement del certamen, és lliurat a la gala de cloenda que té lloc al Teatre Calderón de Valladolid.
En les dues primeres edicions de la SEMINCI, la Setmana de Cinema Religiós de Valladolid no van tenir caràcter competitiu, no va atorgar per tant cap guardó. El 1958, durant la tercera edició es va instituir el premi Dom Bosco, d'or per a la pel·lícula guanyadora i de plata per a la pel·lícula finalista, al costat del reconeixement de Menció Especial.
L'existència del Dom Bosco va ser efímera, perquè un any més tard va donar pas al Lábaro, en dues modalitats; d'or per a la pel·lícula guanyadora i de plata per a la pel·lícula finalista, mentre el premi de Menció Especial va ser substituït pel Premi Ciutat de Valladolid. En el seu primer any, el Lábaro d'Or va recaure en la pel·lícula anglesa El presoner del director Peter Glenville, en la categoria de llargmetratges, i en Die Weltenuhr, en la categoria de curtmetratges.
Va ser a la cinquena edició de la SEMINCI, l'any 1960 quan va sorgir l'Espiga encara que per llavors no es tractava del principal premi atorgat pel festival, pel que va haver de compartir paper amb el Lábaro, el Premi Ciutat de Valladolid i les Mencions Especials. Al llarg de les següents edicions el festival va mantenir aquests premis, als quals es va unir, el 1961, el Premi Sant Gregori.
L'any 1974, en la dinovena edició del festival, va desaparèixer finalment el Lábaro, de manera que a partir de llavors, les Espigues d'Or i Plata es van convertir en els principals reconeixements del festival.

## Palmarès històric (només llargmetratges)

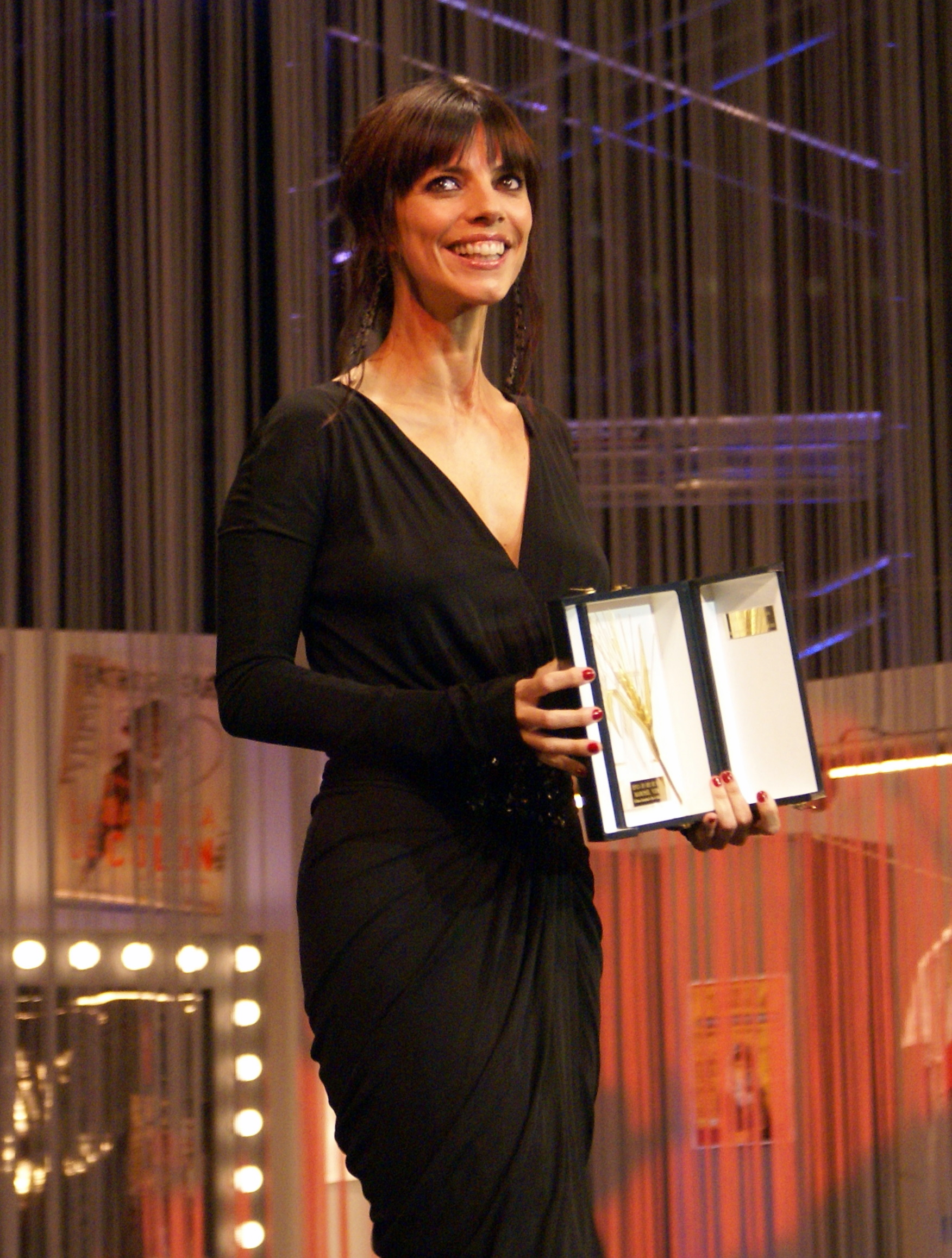
Maribel Verdú amb l'Espiga d'Or honorífica.

| Any  | Pel·lícula                               | Director                          | estat                             |
| ---- | ---------------------------------------- | --------------------------------- | --------------------------------- |
| 1956 | (Sense competició)                       |                                   |                                   |
| 1957 | (Sense competició)                       |                                   |                                   |
| 1958 | Celui qui doit mourir                    | Jules Dassin                      | França                            |
| 1959 | The Prisoner                             | Peter Glenville                   | Anglaterra                        |
| 1960 | El setè segell                           | Ingmar Bergman                    | França                            |
| 1961 | La font de la donzella                   | Ingmar Bergman                    | Suècia                            |
| 1962 | Il Posto                                 | Ermanno Olmi                      | Itàlia                            |
| 1963 | Procès de Jeanne d'Arc                   | Robert Bresson                    | França                            |
| 1964 | Mort, où est ta victoire ?               | Hervé Bromberger                  | França                            |
| 1965 | Skopje 63´´                              | Veljko Bulajic                    | Iugoslàvia                        |
| 1966 | Els combregants                          | Ingmar Bergman                    | Suècia                            |
| 1967 | Francesco d'Assisi                       | Liliana Cavani                    | Itàlia                            |
| 1968 | Privilege                                | Peter Watkins                     | Anglaterra                        |
| 1969 | Qu'est-ce qui fait courir Jacky?         | Witold Leszczynski                | Polònia                           |
| 1970 | L'infant salvatge                        | François Truffaut                 | França                            |
| 1971 | La salute è malata                       | Bernardo Bertolucci               | Itàlia                            |
| 1972 | Une belle fille comme moi                | François Truffaut                 | França                            |
| 1973 | Lluís II de Baviera                      | Luchino Visconti                  | Itàlia                            |
| 1974 | Harold i Maude                           | Hal Ashby                         | Estats Units                      |
| 1975 | Confidències                             | Luchino Visconti                  | Itàlia                            |
| 1976 | La terra de la gran promesa              | Andrzej Wajda                     | Polònia                           |
| 1977 | Providence                               | Alain Resnais                     | França                            |
| 1978 | ¿Por qué no?                             | Coline Serreau                    | França                            |
| 1979 | Estrellas en el pozo                     | Pupi Avati                        | Itàlia                            |
| 1980 | Profesión: ordenanza                     | Kiran Kolarov                     | Bulgària                          |
| 1981 | Los que no usan corbata                  | León Hirszman                     | Brasil                            |
| 1982 | Ana                                      | Antonio Reis Margarida Cordeiro   | Portugal                          |
| 1983 | El caso está cerrado                     | Mrinal Sen                        | Índia                             |
| 1984 | Racing with the Moon                     | Richard Benjamin                  | Estats Units                      |
| 1985 | Ake i el seu món                         | Allan Edwall                      | Suècia                            |
| 1986 | Mona Lisa                                | Neil Jordan                       | Regne Unit                        |
| 1987 | Demà va ser la guerra                    | Yuri Kará                         | Unió Soviètica                    |
| 1988 | Distants voices                          | Terence Davies                    | Regne Unit                        |
| 1989 | L'estiu d'Aviya                          | Eli Cohen                         | Israel                            |
| 1990 | Llavors de crisantem                     | Zhang Yimou                       | Xina, Japó                        |
| 1991 | Thelma i Louise                          | Ridley Scott                      | Estats Units                      |
| 1992 | Léolo                                    | Jean Claude Lauzon                | Canadà, França                    |
| 1993 | La estrategia del caracol                | Sergio Cabrera                    | Colòmbia                          |
| 1994 | Through the Olive Trees                  | Abbas Kiarostami                  | Iran                              |
| 1995 | L'altre Amèrica                          | Goran Paskaljević                 | Regne Unit, França, Alemanya      |
| 1996 | La promesa                               | Luc Dardenne Jean-Pierre Dardenne | Bèlgica                           |
| 1997 | The Sweet Hereafter                      | Atom Egoyam                       | Canadà                            |
| 1998 | El meu nom és Joe                        | Ken Loach                         | Regne Unit, Alemanya, Espanya     |
| 1999 | East Is East                             | Damien O'Donnell                  | Regne Unit                        |
| 2000 | Rèquiem per un somni                     | Darren Aronofsky                  | Estats Units                      |
| 2001 | Italiensk for begyndere                  | Lone Scherfig                     | Dinamarca                         |
| 2002 | Sweet Sixteen                            | Ken Loach                         | Regne Unit, Alemanya, Espanya     |
| 2003 | Osama                                    | Siddiq Barmak                     | Afganistan, Japó, Irlanda         |
| 2004 | 3-Iron                                   | Kim Ki-duk                        | Corea                             |
| 2005 | En la cama                               | Matías Bize                       | Xile                              |
| 2006 | Optimisti                                | Goran Paskaljević                 | Sèrbia                            |
| 2007 | 14 kilómetros                            | Gerardo Olivares                  | Espanya                           |
| 2008 | Estômago                                 | Marcos Jorge                      | Brasil, Itàlia                    |
| 2009 | Honeymoons                               | Goran Paskaljević                 | Sèrbia                            |
| 2010 | Còpia certificada Sin retorno (ex aequo) | Abbas Kiarostami Miguel Cohan     | França, Itàlia Argentina, Espanya |
| 2011 | Come as You Are                          | Geoffrey Enthoven                 | Bèlgica                           |
| 2012 | Les Chevaux de Dieu                      | Nabil Ayouch                      | Marroc, França, Bèlgica           |